# Hannó (235 aC)
Hannó fou un dels deu ambaixadors enviats per Cartago a Roma l'any 235 aC.
Volien intentar evitar la guerra que els romans tenien intenció de declarar aprofitant la revolta dels mercenaris a Sardenya. Va aconseguir el seu propòsit pels seus discurs francs i enèrgics i va obtenir la renovació de la pau en termes equitatius, segons diuen Cassi Dió i Pau Orosi.